# Sabae
Sabae (鯖江市; -shi) é uma cidade japonesa localizada na província de Fukui.
Em 2003 a cidade tinha uma população estimada em 65 759 habitantes e uma densidade populacional de 775,92 h/km². Tem uma área total de 84,75 km².
Recebeu o estatuto de cidade a 15 de Janeiro de 1955.
Sabae é um dos maiores centros de produção de armações de óculos no Japão. Em 1995 a cidade recebeu o Campeonato Mundial de Ginástica.
Nishiyama koen (Parque de Montanha Oeste) é um local particularmente apreciado na Primavera, quando centenas de azáleas florescem, dando um colorido especial a uma cidade que, de outra forma, seria apenas um local industrializado e inestético.